# いらっしゃい
「いらっしゃい」は、日本の歌。作詞：白峰美津子・作曲：小六禮次郎、歌：倍賞千恵子。2006年10月から11月まで、NHKの音楽番組『みんなのうた』で放送された。

## 解説
倍賞千恵子は、1992年2月・3月放送の「あした」以来、14年8ヶ月ぶり6回目の『みんなのうた』の出演。
『みんなのうた』では、5分間1曲枠で放送された。
倍賞千恵子にとっては、初の5分間1曲枠の楽曲である。
歌詞の半分ほどが方言で構成されており、故郷へ久しぶりに帰省した時の様子、また、そして家へと帰っていく様子を歌っている。
『みんなのうた』で使用された映像は、番組初参加の細川晋が手掛けたストップモーション・アニメーション。人形を1コマずつ撮影し、故郷へ帰る少年を描く。